# Killer Bean Forever
Killer Bean Forever è un film animato al computer del 2009 scritto, diretto e prodotto da Jeff Lew, preceduto da due cortometraggi: Killer Bean: The Interrogation e Killer Bean 2: The Party, non doppiati in italiano.

## Trama
Una tarda notte nella città di Beantown, l'assassino professionista Jack "Killer" Bean ha problemi a dormire a causa di alcuni gangster che stanno organizzando una festa rumorosa in un magazzino vicino; quando la sua richiesta di abbassare la musica viene rifiutata, Jack fa irruzione nel magazzino e uccide tutti quelli che sono dentro. Si scopre che il loro leader è il nipote di Cappuccino, un boss del crimine italoamericano e signore della droga. Si verifica un'indagine della polizia guidata dal detective Cromwell, durante la quale ha uno scontro con Vagan, luogotenente e sicario di Cappuccino.
La mattina dopo, Jack assiste alle indagini dal suo appartamento e tenta di assassinare Cromwell con un fucile di precisione, ma viene fermato dal suo capo, che lo rimprovera per aver attirato l'attenzione con la sparatoria nel magazzino e gli ricorda allo stesso tempo il suo obiettivo prefissato, l'assassino cinese Jet. Mentre Bean viene inviato a Beantown in missione dal suo capo, Cappuccino viene a sapere della morte di suo nipote e giura vendetta su Killer Bean, mentre Cromwell riesce a identificare Jack dalla sua firma sui bossoli lasciati nel magazzino.
Killer Bean prende d'assalto un altro dei magazzini di Cappuccino più tardi quel giorno, salvo poi trovarlo vuoto, e subisce un'imboscata da parte di Vagan con un fucile da cecchino; nell'intenso scontro a fuoco che segue, Jack distrugge il mirino del fucile di Vagan, costringendolo alla fuga, quindi si dirige in un pub dall'altra parte della strada per prendere qualcosa da bere. Cromwell però lo raggiunge, lo interroga e si offre di chiudere un occhio se assassina Cappuccino, essendo stato sul caso del signore della droga per diversi anni senza successo. Quando Jack se ne va, Cromwell scopre un biglietto lasciato nel magazzino ("Shadow Bean, sei arrivato troppo tardi") e tenta raggiungere Jack, che però è già fuggito.
Cromwell chiama il suo amico e ufficiale dell'intelligence, Harrison "The Dye Beano", il quale rivela che gli Shadow Beans erano un'organizzazione privata di assassini che in precedenza svolgevano operazioni per il governo, ma poi si sono in apparenza sciolti. Quella notte stessa, Killer Bean irrompe nel terzo magazzino principale di Cappuccino e riesce a uccidere sia tutti i membri della banda all'interno che il plotone di mercenari inviati da Cappuccino per assassinarlo, ma alla fine viene messo KO dopo che Vagan gli manda addosso una motocicletta esplosiva.
Jack viene interrogato da Cappuccino sulle sue motivazioni e sul motivo per cui vuole ucciderlo, ma si scopre che l'obiettivo di Jack era Vagan, non Cappuccino. Vagan uccide Cappuccino mentre i due hanno una situazione di stallo, con Jack che accusa Vagan di tradire l'organizzazione e di distruggere i loro database. Vagan rivela però che anche lui era uno Shadow Bean, nome in codice "Dark Bean", ma da allora l'organizzazione è regredita da vigilanti a mercenari che lavorano per chiunque. Dopo essere stato incaricato di consegnare armi a un gruppo di terroristi per cui aveva lavorato per anni, Vagan ha voltato le spalle all'agenzia corrotta e ha rubato tutti i dati che aveva raccolto per poter continuare il suo lavoro in privato. Jack si rifiuta di credere a Vagan e gli spara, ma il morente ex-Shadow Bean avverte Jack che anche lui ora è compromesso e che gli Shadow Beans invieranno un altro assassino per zittire anche lui.
Cromwell, che aveva assistito da lontano alla battaglia nel magazzino, arriva con una squadra d'assalto della polizia per arrestare i sopravvissuti, e Jack si costituisce, credendo che Cromwell e la polizia possano proteggerlo. Ma Jet Bean, che era l'assassino inviato per uccidere Jack, arriva a Beantown e riesce a rintracciare la posizione di Jack inducendo gli agenti a rivelare la posizione di Jack e poi facendosi arrestare. Dopo essersi fatti strada massacrando gli agenti di Cromwell, Jack e Jet Bean ingaggiano un lungo duello, durante il quale Jack tenta, senza successo, di convincere Jet Bean che gli Shadow Beans sono corrotti, e alla fine infligge il colpo di grazia all'avversario. Quasi subito dopo, Jack riceve una chiamata dal suo capo, che vuole discutere la cosa; Jack risponde che verrà, ma non per parlare, e parte per la base degli Shadow Bean con un furgone della polizia pieno di armi, in cerca di vendetta.

## Distribuzione
Il film è uscito in DVD il 14 luglio 2009 negli Stati Uniti, ed è uscito nelle sale statunitensi il 9 dicembre 2009. In Italia è stato distribuito dalla Wave Distribution.

## Accoglienza
Scott McDanel di RMU Sentry Media ha considerato il film "una spazzatura assoluta," ma ha aggiunto che è "comunque da raccomandare come un film 'it's-so-bad-it's-good'." Il suo caricamento su YouTube ha contribuito molto al pubblico del film, in quanto vari momenti e scene del film sono diventati dei meme.